# Židozednářství

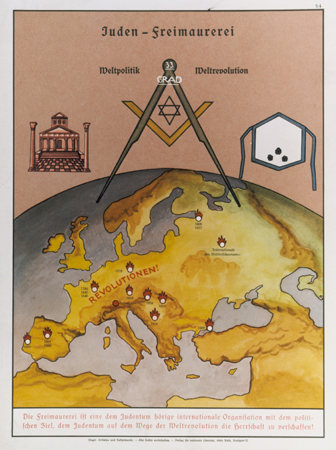
Německý plakát z roku 1935 ukazující spojené židovské a zednářské symboly na mapě Evropy

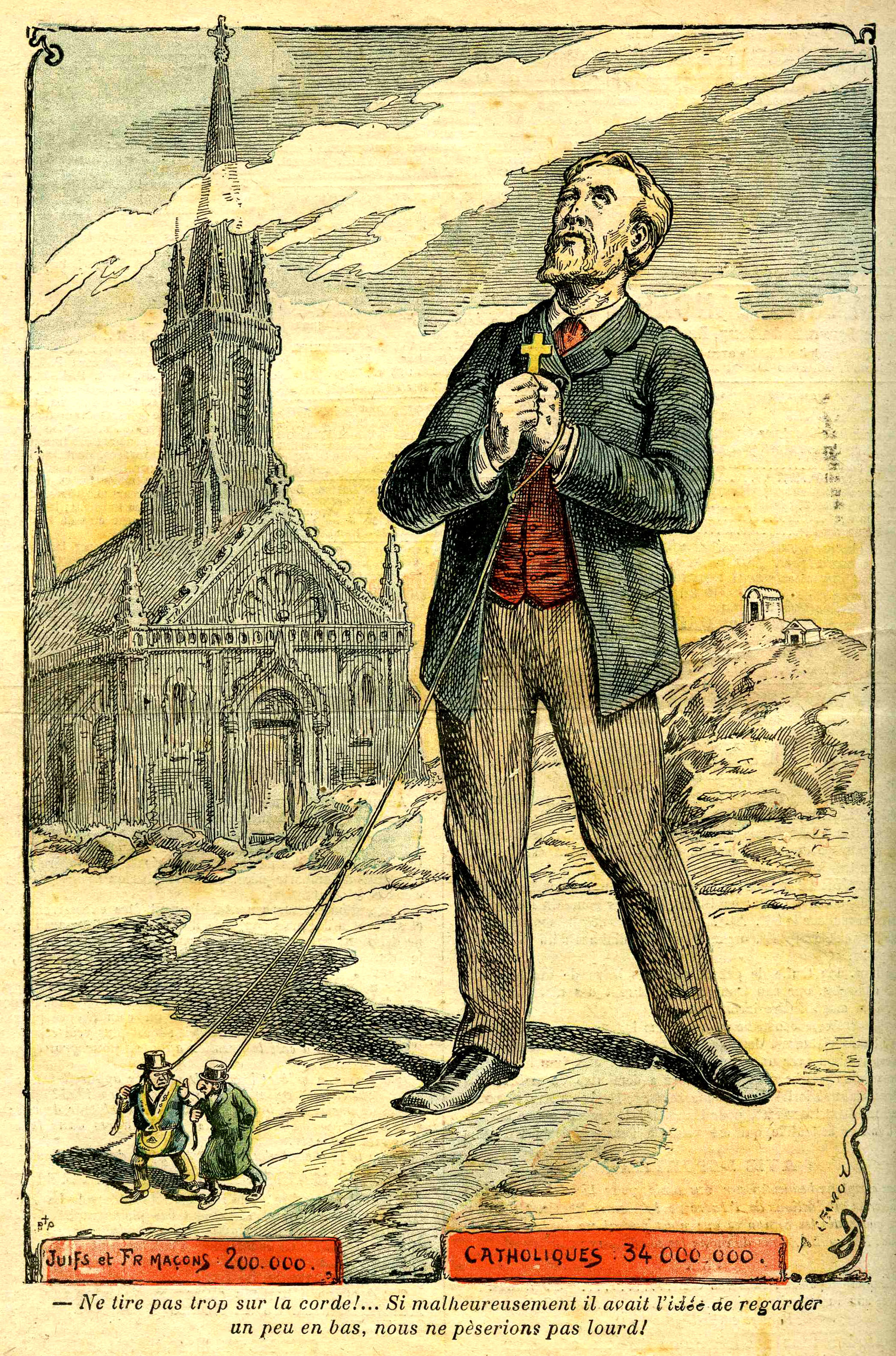
Francouzská karikatura z roku 1902 zobrazující katolickou Francii taženou Židy a zednáři

Židozednářství je konspirační teorie týkající se údajného tajného spojení Židů a svobodného zednářství za účelem získání světovlády. Jedná se o starou teorii, jejíž počátky sahají až k dílu Paměti ukazující dějiny jakobínství francouzského kněze Augustina Barruela z roku 1797. Ve 20. století byla ovlivněna Protokoly sionských mudrců a rozšířila se po celé Evropě. V současnosti se prolíná i s konspiračními teoriemi o Bilderbergu a Novém světovém řádu.
Teorie tohoto typu byly populární krajně pravicových kruzích, zejména ve Francii, Španělsku, Portugalsku, Itálii, Německu, Rusku a východní Evropě.

## Protokoly sionských mudrců
Žido-zednářská konspirační teorie spojuje dva starší proudy konspiračních tvrzení: protizednářská konspirační tvrzení a antisemitská konspirační tvrzení. Silně ji ovlivnilo zveřejnění Protokolů sionských mudrců, zfalšovaného dokumentu, který se objevil v Ruské říši a měl být odhalením celosvětového židovského spiknutí. Protokoly tvrdily, že Židé infiltrovali svobodné zednářství a využívají bratrstvo k prosazování svých cílů. Stoupenci židozednářského spiknutí dovedli tvrzení v Protokolech do extrému a tvrdili, že vůdci svobodného zednářství a vůdci židovského spiknutí jsou jedny a tytéž osoby.
Příkladem byl španělský kněz Juan Tusquets Terrats, jehož Orígenes de la revolución española a další díla vycházela z Protokolů, které přeložil, a tvrdila, že Židé využívají zednáře a komunisty k podkopání křesťanské a španělské civilizace, což poskytlo ospravedlnění Frankovu režimu, který rozšířil hrozbu na mezinárodní židovsko-zednářské a komunistické spiknutí.

## Koncepční vliv
Podle Dannyho Kerena (člena katedry informatiky na Haifské univerzitě) byl „koncepční inspirací“ Protokolů sionských mudrců spis francouzského kněze Augustina Barruela z roku 1797 Paměti ukazující dějiny jakobínství, který tvrdil, že revoluce byla zednářským spiknutím s cílem svrhnout morální učení římskokatolické církve. Podle Kerena „Barruel ve svém traktátu sám neobviňoval Židy, kteří byli v důsledku revoluce emancipováni. V roce 1806 však Barruel rozšířil falešný dopis, který mu pravděpodobně zaslali členové státní policie, kteří se stavěli proti liberální politice Napoleona Bonaparta vůči Židům, a upozornil v něm na údajný podíl Židů na spiknutí, který předtím přisuzoval zednářům. Tento mýtus o mezinárodním židovském spiknutí se později znovu objevil v Evropě 19. století na místech, jako je Německo a Polsko.“
Podle internetových stránek Velké lóže Britské Kolumbie a Yukonu: „Ačkoli je zjednodušující a zároveň spekulativní svalovat odpovědnost za Francouzskou revoluci na svobodné zednářství, není pochyb o tom, že svobodní zednáři se jako jednotlivci aktivně podíleli na budování a obnově nové společnosti. Vzhledem k velkému počtu subjektů, které si nárokovaly zednářskou autoritu, mnozí muži, kteří jsou dnes označováni za svobodné zednáře, pravděpodobně nevěděli o vzájemném zednářském spojení a zjevně je nelze považovat za jednající ve shodě. Přesto sdíleli určité názory a ideály.“
Francouzské zednářství té doby bylo exkluzivní a odmítalo zasvěcení Židům spolu s mnoha dalšími třídami lidí.

## Barry Domvile a The Link
Admirál ve výslužbě Barry Domvile, zakladatel britského pronacistického sdružení The Link, vymyslel pro údajné židozednářské spiknutí název „Judmas“. Domvile tvrdil, že „činnost Judmasu je omezena na malou část Židů i zednářů: velká většina nemá o práci prováděné za fasádou Judmasu ani ponětí.“ Domvile tvrdil, že „cílem těchto mezinárodních Židů je světový stát udržovaný v područí mocí peněz a pracující pro své židovské pány“ a že „zednářstvo je výkonným partnerem pro vedení židovské politiky.“[10]
Domvile uvedl, že o židozednářské teorii začal poprvé přemýšlet v důsledku Adolfa Hitlera. Domvile se odvolával jak na Protokoly sionských mudrců, tak na knihu Tajné síly za revolucí od vikomta Léona de Poncins. Domvile si byl vědom, že Protokoly sionských mudrců byly odsouzeny jako podvrh, ale jejich autorství považoval za „nepodstatné“.

## Postsovětské Rusko
Židozednářské konspirační teorie našly nové uplatnění mezi různými marginálními politickými silami v postsovětském Rusku, kde bída vytvořila živnou půdu pro konspirační teorie v kombinaci s obviňováním Židů z vraždění křesťanských dětí a popíráním holocaustu. Tyto názory vyslovilo i několik antisemitských spisovatelů, zejména Oleg Platonov, Vadim Kožinov, Igor Šafarevič a Grigorij Klimov. Průzkum veřejného mínění provedený v Moskvě kolem roku 1990 ukázal, že 18 % obyvatel Moskvy věřilo, že existuje sionistické spiknutí proti Rusku, a dalších 25 % takovou možnost nevyloučilo.

## Odkaz na skupinu Bilderberg
Současní zastánci konspiračních teorií, kteří se hlásí k teoriím soustředěným kolem skupiny Bilderberg a údajného blížícího se Nového světového řádu, často čerpají ze starších konceptů, které lze nalézt v židozednářské konspirační teorii, a často obviňují rodinu Rothschildů nebo „mezinárodní bankéře.“ Kvůli používání témat a tropů tradičně považovaných za antisemitské tito současní zastánci konspiračních teorií obvykle přivolávají hněv skupin citlivých na antisemitskou terminologii, jako je Anti-Defamation League.

## V populární kultuře
Konspirace je zmíněna v románu Umberta Eca Pražský hřbitov.